# Jaborosa
Jaborosa ist eine Pflanzengattung aus der Familie der Nachtschattengewächse (Solanaceae). Innerhalb der Gattung werden 23 Arten unterschieden, alle haben ihr Verbreitungsgebiet in Südamerika.

## Beschreibung

### Vegetative Merkmale
Jaborosa-Arten sind meist ausdauernde, krautige Pflanzen, die als Halbkryptophyt oder Geophyt überdauern. Zwei Arten sind möglicherweise einjährig oder zweijährig. Sehr häufig besitzen die Pflanzen gemmenbildende Wurzeln oder Rhizome, manchmal sind die Wurzeln auf 0,8 bis 7 cm verdickt und bis zu 60 cm lang. Es werden keine in die Höhe ragenden Sprossachsen gebildet. Es können niederliegende Zweige, die mehr als 1,5 m Länge, oder aber kaum 3 bis 10 cm Länge erreichen können, oder aber aufsteigende Zweige mit 20 bis 60 (selten 4 bis 150) cm Länge ausgebildet. Die Pflanzen können damit eine Fläche mit einem Durchmesser von etwa 50 cm einnehmen. Die Pflanzen können unbehaart oder aber wollig behaart sein. Die Trichome sind kurz oder sehr lang, einfach oder mit einzelligen oder vielzelligen Köpfen drüsig.
Die Laubblätter sind aufsitzend, nahezu aufsitzend oder gestielt. Die Blattstiele sind dabei entweder kurz (mit 3 bis 12 mm Länge), etwas länger (mit 20 bis 100 mm Länge) oder lang (und dann bis 180 mm Länge). In Ausnahmefällen bilden die Pflanzen auch eine basale Blattrosette. Die Blattspreite ist bei den Arten der Sektion Jaborosa ganzrandig, mit gezähnten Rändern nahezu ganzrandig oder leicht gelappt-gezähnt; bei den Arten der Sektion Lonchestigma ist sie fiederteilig oder gebuchtet bis hin zu zweiteilig gebuchtet. Je nach Art können die Blätter unterschiedlichen Gruppen zugeordnet werden: Kleine Blätter sind 1,7 bis 4,5 (selten 1,5 bis 6,5) cm lang, mittelgroße Blätter sind 8 bis 22 (selten nur 5) cm lang und große Blätter sind 23 bis 27 cm lang.

### Blütenstände und Blüten
Die Blüten stehen zu zweit bis zu viert (selten einzeln bis zu siebt) in den Achseln oder es bilden sich in den Achseln dichte Büschel oder Knäuel aus 20 bis 60 (selten bis 120) Blüten. Meist sind die Blüten geruchlos, nur in einigen Arten ist ein unangenehmer Geruch ausgeprägt. Die Blütenstiele sind 5 bis 70 (selten bis 190) mm lang. Der Kelch ist radiärsymmetrisch, er kann je nach Art genauso lang oder länger, leicht kürzer oder deutlich kürzer als die Kronröhre sein und erreicht dabei Längen von entweder 2,1 bis 4,5 mm oder 3,5 bis 8 (selten 10) mm. Die Krone ist ebenfalls radiärsymmetrisch, sie ist normalerweise weiß, gelblich-weiß oder grünlich-weiß gefärbt, gelegentlich ist aber die Außenseite grün und die Innenseite dunkel-violett bis nahezu schwarz gefärbt. Sie treten in verschiedenen Formen und Größen auf: Meist sind sie 7 bis 20 (selten bis 52) mm lang und mit einer glocken- oder urnenförmigen Röhre versehen, seltener sind sie mit 55 bis 145 mm deutlich länger und mit einer zylindrischen, radförmigen, glockig-radförmigen oder tellerförmigen Kronröhre versehen. Die Kronlappen sind meist kürzer als die Kronröhre, sie können aufrecht, abgespreizt, zurückgebogen oder zurückgerollt stehen.
Die Staubblätter sind gleichgestaltig, sie stehen leicht über die Kronröhre hinaus oder sind nicht über sie hinausstehend. Die Staubfäden können an verschiedenen Punkten der Kronröhre ansetzen und stehen meist etwas schräg zur Mitte der Blüte hin. Die Staubbeutel sind entweder 3,5 bis 5 mm lang oder erreichen knapp 1,2 bis 1,5 (selten 0,9 bis 3,5) mm Länge. Meist sind sie kürzer als die Staubfäden, nur selten sind sie länger und nur in Ausnahmefällen gleich lang. Die Pollenkörner sind mit 31 bis 41 µm meist mittelgroß, Ausnahmen sind beispielsweise Jaborosa integrifolia mit großen (52 bis 60 µm) oder Jaborosa sativa mit kleinen (22,5 bis 24,5 µm) Pollenkörnern. In der Sektion Jaborosa sind die Pollenkörner drei- oder vierporat und besitzen eine glatte Pollenkornwand; in der Sektion Lonchestigma sind die Pollenkörner dreicolporat und die Pollenkornwand ist netzartig. Der Fruchtknoten ist meist zweifächrig, nur in zwei Arten ist er drei- bis fünffächrig. Meist ist er unbehaart, nur bei Jaborosa ameghinoi ist die obere Hälfte dicht mit feinen Härchen behaart. Der Griffel ist meist kurz, er trägt eine Narbe, die eingedrückt kugelförmig, zusammengedrückt kugelförmig, sattelförmig, zwei- bis fünflappig oder mit 2 bis 5 mm langen Verzweigungen fünffach geteilt sein kann. Das kreisförmige Nektarium ist meist unauffällig und schmal.

### Früchte und Samen
Die Früchte sind eingedrückte, nahezu kugelförmige Beeren, die nur in Ausnahmefällen den Boden berührend wachsen. Sie messen meist 1 bis 2 (selten bis 3) cm im Durchmesser, nur in Ausnahmefällen werden sie auch größer. Sie werden teilweise vom sich vergrößernden Kelch umschlossen, der Stiel ist meist gebogen. Die Anzahl der Samen je Frucht variiert je nach Art: Jaborosa runcinata bildet beispielsweise nur einen bis fünf Samen, während es bei Jaborosa lanigera 85 bis 90 Samen sein können. Die Samen sind nierenförmig, fast kugelförmig oder unregelmäßig geformt. Sie werden 3 bis 4 (selten 2 bis 5,5) mm lang. Die Oberfläche ist wabenartig strukturiert, die einzelnen Zellen sind sehr tief. Der Embryo ist kreisförmig, Endosperm wird reichlich gebildet.

## Vorkommen und Standorte

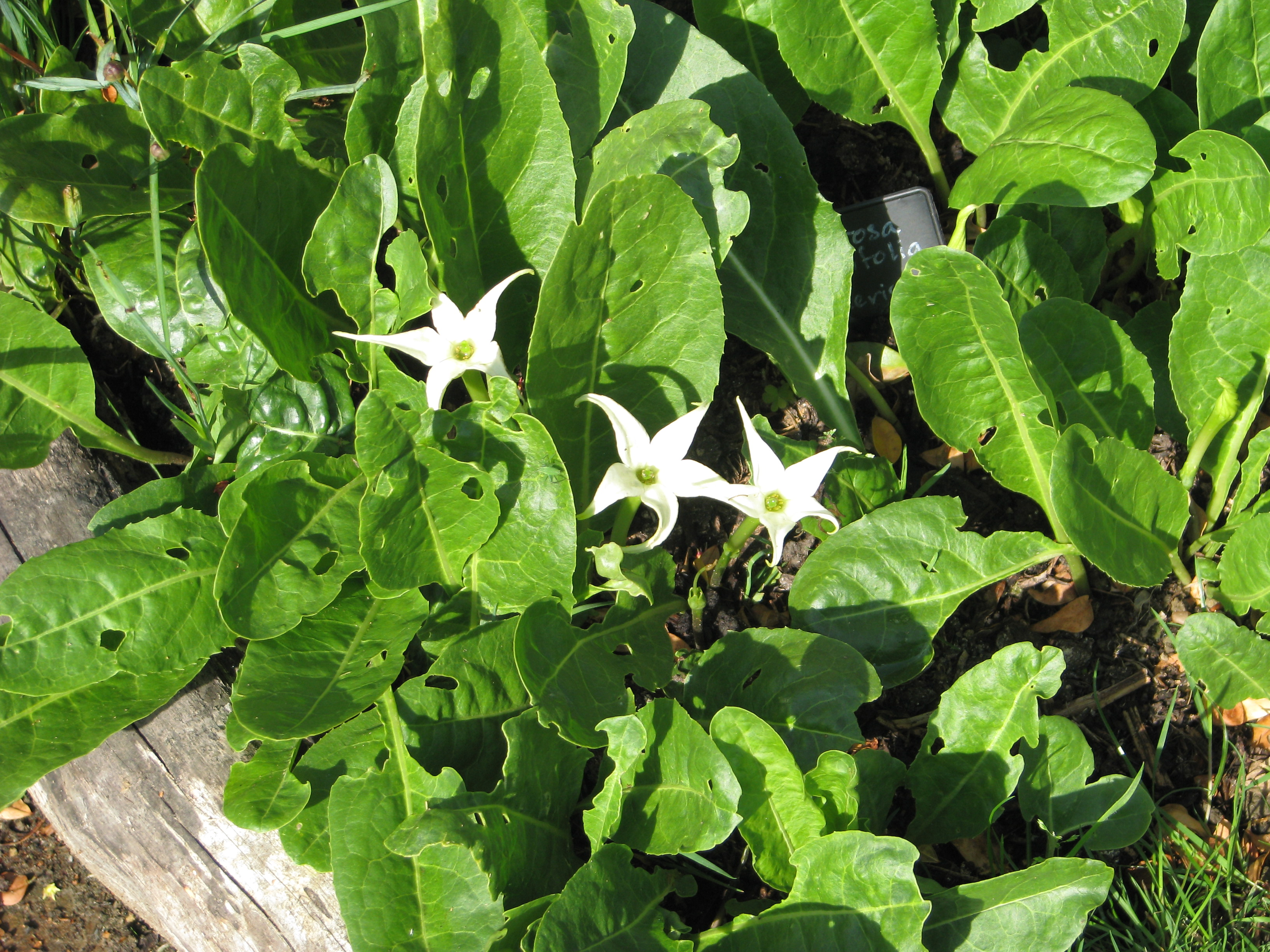
Jaborosa integrifolia

Die Gattung besitzt zwei Hauptverbreitungszentren: Eines westlich der Anden vom südlichen Peru und Bolivien bis nach Feuerland, das andere im südöstlichen Südamerika in den lehmreichen Tälern des Río Paraná und des Río Uruguay. Elf der Arten sind Endemiten, die meist in den trockenen, westlichen Gebieten Argentiniens vorkommen. Die Standorte reichen von nahe der Meereshöhe bis hin zu 2500 bis 4700 m Höhe in den Anden.

## Systematik
Innerhalb der Gattung werden 23 Arten unterschieden, die in zwei Sektionen eingeteilt werden:
Jaborosa sect. Jaborosa
- Jaborosa integrifolia Lam.: Sie kommt ursprünglich im südlichen Brasilien, im nördlichen Argentinien, in Paraguay und Uruguay vor und ist in den USA ein Neophyt.[2]
- Jaborosa odonelliana Hunz.: Nordwestliches Argentinien.[3]
- Jaborosa oxipetala Speg.: Nordwestliches Argentinien.[3]
- Jaborosa runcinata Lam.: Nordöstliches Argentinien bis Uruguay.[3]

Jaborosa sect. Lonchesstigma
- Jaborosa ameghinoi (Speg.) Macloskie & Dusén: Argentinien.[3]
- Jaborosa araucana Phil.: Südlich-zentrales Chile bis westliches und südliches Argentinien[3]
- Jaborosa bergii Hieron.: Argentinien.[3]
- Jaborosa cabrerae Barboza: Argentinien.[3]
- Jaborosa caulescens Gillies & Hook.: Chile und Argentinien.[3]
- Jaborosa chubutensis Barboza & Hunz.: Argentinien.[3]
- Jaborosa kurtzii Hunz. & Barboza: Zentrales Argentinien.[3]
- Jaborosa laciniata (Miers) Hunz. & Barboza: Chile und Argentinien.[3]
- Jaborosa lanigera (Phil.) Hunz. & Barboza: Nordwestliches Argentinien.[3]
- Jaborosa leucotricha (Speg.) Hunz.: Argentinien.[3]
- Jaborosa magellanica (Griseb.) Dusén : Zentrales Chile bis südliches Argentinien.[3]
- Jaborosa parviflora (Phil.) Hunz. & Barboza: Südliches Bolivien bis Argentinien.[3]
- Jaborosa pinnata Phil.: Zentrales Chile.[3][4]
- Jaborosa reflexa Phil.: Zentrales Chile bis westliches und südliches Argentinien.[3]
- Jaborosa riojana Hunz. & Barboza: Nördliches Chile und nordwestliches Argentinien.[3]
- Jaborosa rotacea (Lillo) Hunz. & Barboza: Südliches Bolivien bis nordwestliches Argentinien.[3]
- Jaborosa squarrosa (Miers) Hunz. & Barboza: Peru bis Argentinien.[3]
- Jaborosa volkmannii (Phil.) Reiche: Südlich-zentrales Chile bis Argentinien.[3]

## Nachweise